# Bolsa de Islandia
La Bolsa de Islandia (en islandés: Kauphöll Íslands), también denominada NASDAQ OMX Iceland o ICEX, fue establecida en 1985 como una empresa conjunta (joint venture) entre varios bancos y firmas de negocio de bolsas (brókers) por iniciativa del Banco Central de Islandia. El negocio de la bolsa empezó en 1986 con la comercialización de bonos del gobierno, y la comercialización de acciones empezó en 1990. La comercialización de acciones creció rápidamente desde entonces. Una amplia variedad de empresas están listadas en la bolsa, incluyendo firmas de distribución minorista, pesca, transporte, bancos, seguros y otros sectores. Debido al pequeño tamaño de la economía islandesa, muchas de las empresas listadas en el ICEX son relativamente pequeñas y de poca liquidez.
Todo el intercambio y comercialización de bonos islandeses, acciones y fondos mutuos tienen lugar en el ICEX. Bonos y acciones son negociados regularmente, aunque su liquidez es pequeña en comparación con otras bolsas. En el mercado no hay listado ningún fondo. Desde su fundación, el ICEX ha utilizado varios sistemas electrónicos. Desde 2000, ha utilizado el sistema SAXESS de la alianza NOREX, que permite el listado cruzado de acciones de las bolsas de los países nórdicos. Ninguna compañía extranjera cotiza directamente en el ICEX, ya que el pequeño tamaño y poca liquidez del mercado hace ese movimiento redundante. Conversamente, unas pocas firmas islandesas han sido listadas en el extranjero, incluyendo DeCODE. Bonos feroeses fueron listados en nombre del Mercado de Valores Feroese (Virðisbrævamarknaður Føroya) en noviembre de 2003, y desde diciembre de 2007 cuatro acciones feroesas han sido listadas en la bolsa nórdica OMX(OMX Nordic Exchange) en Islandia. 
Desde el 1 de enero de 1999, el ICEX ha operado como una compañía privada, propiedad de las firmas cotizadas (29%), firmas miembros (29%), el Banco Central de Islandia (16%), fondos de pensiones (13%) y la Asociación de Pequeños Inversores (13%).
El ICEX aceptó ser adquirida por su rival OMX Nordic Exchange el 19 de septiembre de 2006. Páll Harðarson es el actual presidente de la bolsa. 
El 6 de octubre de 2008, la Autoridad Islandesa de Supervisión Financiera decidió temporalmente suspender la cotización de los instrumentos financieros emitidos en mercados regulados por las sociedades Glitnir, Kaupthing Bank, Landsbanki, Straumur Investment Bank, Spron y Exista. Cuando la bolsa reabrió el 14 de octubre, el índice bursátil de referencia cayó sobre un 76%.

## Lista de compañías del ICEX
A continuación se muestra una completa lista de las compañías que están litadas en la bolsa de Islandia (a 31 de marzo de 2012)
- Atlantic Airways
- Atlantic Petroleum
- BankNordik
- Hagar
- Icelandair Group
- Marel
- Nýherji
- Össur
- Vodafone
- Eimskip
- Reginn